# Aphytoceros
Aphytoceros is een geslacht van vlinders van de familie van de grasmotten (Crambidae), uit de onderfamilie van de Spilomelinae. De wetenschappelijke naam van dit geslacht is voor het eerst voorgesteld door Edward Meyrick in een publicatie uit 1884.

## Soorten
- A. hollandiae Munroe, 1968
- A. lucusalis (Walker, 1859)
- A. subflavalis Swinhoe, 1917